# ساختمان گمرک بلژیکی‌ها
ساختمان گمرک بلژیکی‌ها مربوط به دوره قاجار است و در شهرستان زابل، ۹ کیلومتری جاده زابل به نهبندان واقع شده و این اثر در تاریخ ۲۷ مرداد ۱۳۸۲ با شمارهٔ ثبت ۹۵۵۵ به‌عنوان یکی از آثار ملی ایران به ثبت رسیده است.